# Tratado Japón-Corea de 1907
El Tratado Japón-Corea de 1907 se hizo entre el Imperio de Japón y el Imperio de Corea en 1907. Las negociaciones se concluyeron el 24 de julio de 1907.

## Disposiciones del Tratado
El tratado estipulaba que Corea debía actuar bajo la guía de un general residente japonés. El efecto de las disposiciones del tratado fue que la administración de los asuntos internos fuera entregada a Japón.
El Imperio Coreano se había convertido en un protectorado de Japón bajo los términos del anterior Tratado de Eulsa en 1905, y había perdido así el derecho a realizar intercambios diplomáticos con otros países. El emperador coreano Gojong envió a un enviado en secreto a la Conferencia de La Haya sobre la Paz Mundial para protestar contra las acciones de Japón. En represalia, el 18 de julio de 1907, Japón hizo que el emperador Gojong abdicara en favor de su hijo Sunjong.
Seis días después, se forzó un nuevo acuerdo con el gobierno coreano. Las disposiciones de este nuevo tratado otorgan al residente general japonés el derecho de nombrar y destituir a altos funcionarios (artículo 4) y estipula que todos los funcionarios de alto rango nombrados para el gobierno coreano deben ser japoneses (artículo 5). Esto llevó al gobierno interno de Corea quedar completamente bajo el control de Japón. La sección inédita del tratado también colocó al ejército coreano bajo el liderazgo japonés, y entregó poderes judiciales y policiales.

## Traducción del texto completo
"Los Gobiernos de Japón y Corea, con vistas a la pronta realización de la prosperidad y la fuerza en Corea y la promoción rápida del bienestar del pueblo coreano, han acordado y concluido las siguientes estipulaciones:
- Artículo I. El Gobierno de Corea seguirá las instrucciones del Residente General en relación con la reforma de la administración.
- Artículo II. Corea no promulgará ninguna ley u ordenanza ni llevará a cabo ninguna medida administrativa a menos que cuente con la aprobación previa del Residente General.
- Artículo III. Los asuntos judiciales de Corea se mantendrán separados de los asuntos administrativos ordinarios.
- Artículo IV. Ningún nombramiento o despido de funcionarios coreanos de alto grado se realizará sin el consentimiento del Residente General.
- Artículo V. Corea designará a los puestos oficiales japoneses recomendados por el Residente General.
- Artículo VI. Corea no contratará a ningún extranjero sin el consentimiento del general residente.
- Artículo VII. La primera cláusula del acuerdo entre Japón y Corea, fechado el 22 de agosto de 1904, queda abrogada".[2]

Señor Itō Hirobumi [Marqués], 24 de julio, año 40 de la era Meiji [1907] (sello)
Señor Ye Wanyong, primer ministro, 24 de julio, año 11 de la era Gwangmu [1907] (sello)

### Memorándum diplomático (inédito)
Con base en la importación del tratado Japón-Corea del 40 ° año de la era Meiji, se promulgarán los siguientes artículos.
(1) Los siguientes tribunales, compuestos por personas tanto de Japón como de Corea, serán de reciente creación.
- 1 Un Tribunal Supremo (en coreano: 大審院 daishin'in) ubicado en Gyeongseong Seúl o Suwon.

El Presidente (en coreano: 院長 , inchō) y el Fiscal general (總長 事 en kenjisōchō, kanji moderno 検 事 総 長) de la Corte serán japoneses. Dos de los jueces (判 事 hanji) y cinco de los secretarios (書記) serán japoneses.
- 2 Tres Tribunales de Apelación (en coreano:院 院 , kōsoin)

Uno estará ubicado en la región central, y uno en las regiones norte y sur. Dos de los jueces, uno de los abogados (檢 事 kenji, en kanji moderno 検 事) y cinco de los secretarios serán japoneses.
- 3 Ocho tribunales de distrito (en coreano: 所 裁判 , ih chihō saibansho)

Una de ellas estará ubicada en cada una de las ubicaciones de las fiscalías (en coreano: 所在地 府 所在地 kansatsufu shozaichi, en kanji moderno 観 察 府 所在地) en las ocho provincias anteriores (道 dō) Los fiscales principales (所長 shochō) y los abogados principales (檢 事 正 kenji, kanji moderno 検 事 正) será japonés. 32 de todos los abogados y 80 de todas las secretarias serán japonesas, y se asignarán según corresponda dado el grado de trabajo requerido.
- 4 103 guardias de la Corte | 區 裁判 所 (ku saibansho moderno kanji 区 裁判 所)

Estos se ubicarán en las ubicaciones de oficinas regionales importantes (en coreano: 衙 衙 gunga). Uno de los abogados y uno de los secretarios será japonés.
(2) Las siguientes prisiones se establecerán nuevamente.
- 1 Nueve cárceles

Una prisión estará ubicada en la misma área que cada una de las cortes de distrito, y una prisión en una de las islas. El gobernador (en coreano: 典獄 tengoku) debe ser japonés. La mitad del personal de la prisión, compuesto por el director (長 長 kanshuchō) y los niveles inferiores, debe ser japonés.
(3) Las fuerzas militares se organizarán de la siguiente manera.
- El primer batallón (en coreano: 一 大隊 ichidaitai) del ejército, asignado a proteger al Emperador y a otros deberes, será disuelto.
- Los oficiales educados (士官 shikan) serán asignados al ejército japonés para entrenar en el campo, excepto cuando sea necesario que permanezcan en el ejército coreano.
- Se tomarán medidas apropiadas en Japón para entrenar a los soldados coreanos para que se conviertan en oficiales.

(4) Todos aquellos que actualmente están al servicio de Corea con el puesto de consejero (en coreano: 問 顧 komon) o concejal parlamentario (參與 官 san'yokan, kanji moderno 参与 官) serán destituidos de sus funciones.
(5) Los siguientes japoneses serán nombrados como funcionarios en el gobierno central de Corea (en coreano: 中央政府 chūō seifu) y las autoridades locales (地方 ih chihōchō, kanji moderno 地方 庁).
- Viceministros (en coreano: 次 官 jikan) para cada departamento
- El jefe de la policía interna (局長 警務 ibu naibu keimu kyokuchō)
- Un comisionado de policía (使 im keimushi) y un comisionado adjunto (副 警務 使 fuku-keimushi)
- Para el gabinete, varias secretarias (官 官 shokikan) y secretarios adjuntos (郎 shokirō)
- Para cada departamento, varios secretarios y vicesecretarios
- Un administrador (官 jimukan) para cada provincia
- Un jefe de la policía (官 官 keimukan) para cada provincia
- Varios secretarios locales (主事 shuji) para cada provincia

La cuestión de otros nombramientos de funcionarios japoneses en las áreas de finanzas, vigilancia y tecnología se establecerá mediante un acuerdo posterior.